# Żaługa żółtoskrzydła
Żaługa żółtoskrzydła (Tremex fuscicornis) – owad z rzędu błonkoskrzydłych. Samica ma długość 16-40 mm, głowa i tułów rdzawobrunatne, odwłok żółty z czarnobrunatnymi przepaskami. Samiec jest mniejszy i osiąga 15-30 mm długości, ciało czarne, odwłok miejscami czerwonawy. Jaja są składane do drewna usychających bądź chorych buków, brzóz i topoli. Larwa wygryza w drewnie chodniki, wewnątrz których rośnie grzyb z grupy Hymenomycetes.